# Johannes fick se Lammet stå
Johannes fick se Lammet stå är en psalm med text skriven 1958 av Eva Norberg. Musiken till psalmen är en engelsk folkmelodi från 1893.

## Publicerad som
- Psalmer och Sånger 1987 som nummer 819 under rubriken "Kyrkoåret - Övriga helgdagar - Alla helgons dag".[1]